# Flykten under jorden: jämte flera gruvsamma och nöjsamma tragedier och komedier
Flykten under jorden: jämte flera gruvsamma och nöjsamma tragedier och komedier är en samling pjäser som fokuserar på invandrares och flyktingars situation och liv både i och utanför Sverige. Här möter vi åtskilliga människoöden och åtskillig tragik, men även glädje, hopp och nyfikenhet.
Denna svit av pjäser kan läsas i enrum, med enstaka skådespelare och en hel ensemble. Passar både för större och mindre uppsättningar, diskussioner, rollspel och samtal. Boken innehåller även pjäser lämpliga för barn och ungdomar. Ur förlagets presentation.
Boken består av pjäserna:
- Flykten under jorden av Vladimir Oravsky
- Zlata Ibrahimovics dagbok av Vladimir Oravsky & Daniel Malmén
- Fioler, fikon och förebud av Vladimir Oravsky & Kurt Peter Larsen
- Spartacus uppäten av Vladimir Oravsky & Kurt Peter Larsen
- Skum av Vladimir Oravsky

Pjäsen Zlata Ibrahimovics dagbok var en av vinnarna i Dramaten/Elverkets pjästävling om Det nya Sverige. Pjäsen finns även som roman, Zlata Ibrahimovics dagbok, och är den första delen i en flyktingtrilogi.